# 柳原教會

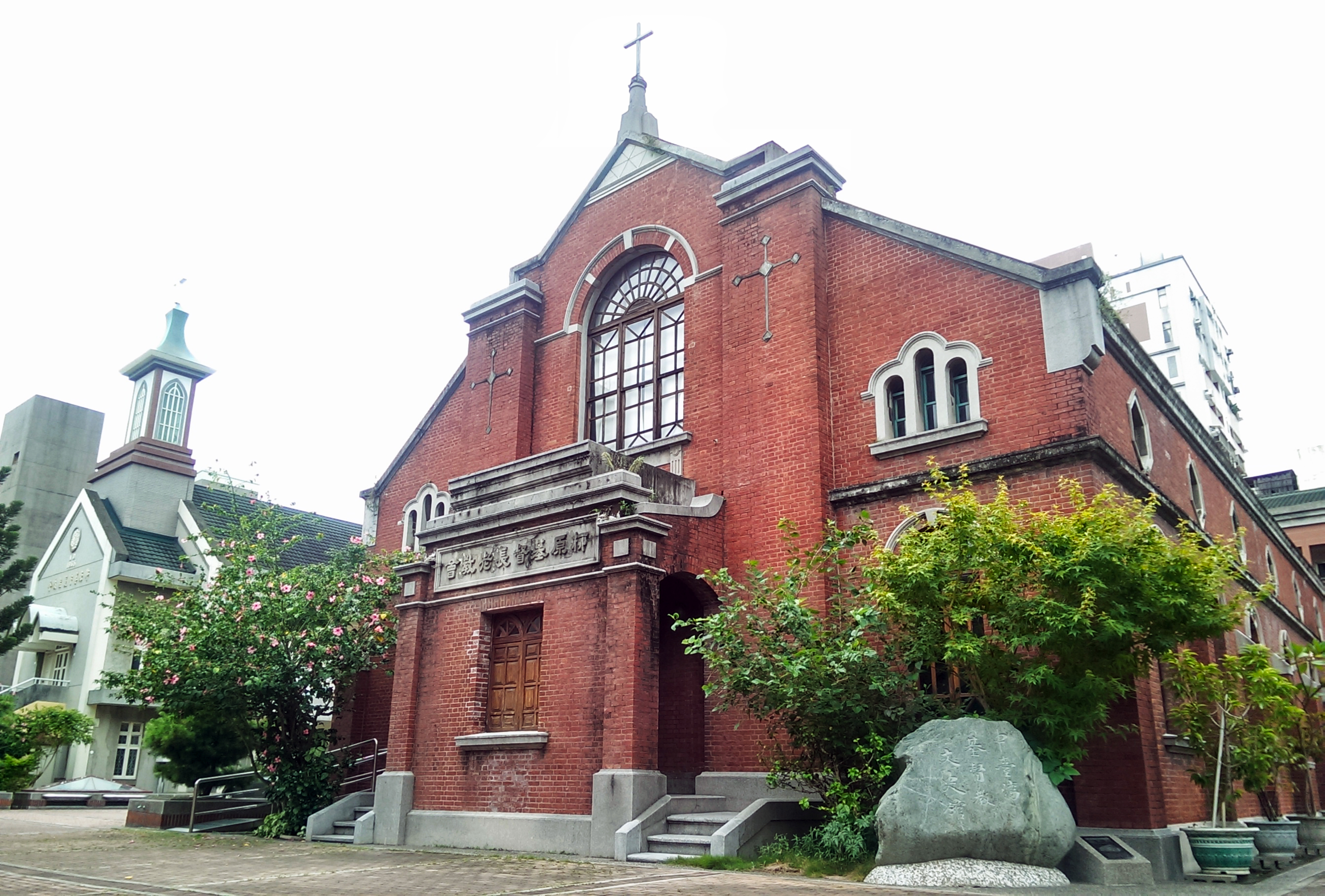
柳原教會舊堂與新堂

柳原教會（全稱台灣基督長老教會台中中會柳原教會）位於臺中市中區的台灣基督長老教會教堂。

## 沿革
- 1895年：英國長老會派遣宣教師梅鑑霧和醫師蘭大衛到台灣中部宣教。
- 1898年：於臺中街三三三番地（今教會左側巷內）一間土角草厝設立「東大墩佈道所」。
- 1899年：開設大里教會。
- 1900年6月：教會始派陳有成傳道駐會牧養。
- 1904年10月：升格為堂會，更名為「臺中街東大墩禮拜堂」。
- 1909年10月：教會募款購得現址，由牧師梅甘霧提供英國教會歌德式建築圖興建。
- 1910年：設烏日教會。
- 1914年：設霧峰教會。
- 1915年12月開工，翌年10月竣工。
- 1917年3月6日：教會改名為「臺中教會」。
- 1922年：設西屯教會（因二戰而關閉）。
- 1923年：設大雅教會（因二戰而關閉）。
- 1947年：分設民族教會，因此母會改名為「柳原教會」。
- 1957年：分設篤行教會
- 1962年：分設三一教會。
- 1971年：設利巴嫩佈道所；後與臺中市區各教會聯合拓展十四間教會。
- 1993年：分設大雅教會。
- 2002年7月1日：經台中市文化局登錄為台中市歷史建築。[1]
- 2017年12月5日~12月10日：台灣教會公報社配合本會設教120週年合作舉辦「台灣首部典藏印刷機展」，首度亮相復刻自馬雅各醫生從英國引進台灣的第一台印刷機復刻版2號。[2][3][4]
- 2024年10月，於勤美綠園道後方建立「柳原教會鄧基鴻紀念禮拜堂」。

## 歷任牧者
| 任期/職位  | 姓名   | 上任年份            | 卸任年份   | 備註 |
| ---------- | ------ | ------------------- | ---------- | --- |
| 第一任牧師 | 高金聲 | 1917年3月           | 1926年9月  | 中國福建省泉州晉江縣永寧人， 台南神學校(今台南神學院)畢業、福州英華書院進修， 曾任長老教中學(今長榮中學)、太平境、竹仔腳教會、長老教會台灣大會議長， 後受聘臺南神學院教授，光復印書局創辦人。 |
| 第二任牧師 | 劉振芳 | 1926年6月           | 1955年10月 | 美國紐約奧本神學院畢業，曾任職高雄舊城、日本東京台灣教會牧師。 |
| 第三任牧師 | 林照   | 1956年8月           | 1957年7月  | 台南神學院畢業， 曾任職台南神學院、鹿港、豐原、楠梓、馬公、澎湖宣道會、橋仔頭教會。 |
| 第四任牧師 | 郭東榮 | 1960年7月           | 1969年7月  | 台北神學院(今台灣神學院)畢業，曾任職鳳山、霧峰、楠梓、淡水、屏山教會。 |
| 第五任牧師 | 鐘茂成 | 1970年8月           | 1983年7月  | 本會名譽牧師。美國俄亥俄州歐柏林學院神學碩士， 曾任職長老教會總幹事、長榮中學、新營、牛挑灣、虎尾、高雄新興教會。                                                                             |
| 第六任牧師 | 謝敏川 | 1984年2月           | 1986年8月  | 台南神學院、美國紐澤西州立羅格斯大學碩士， 曾任職長老教會總會議長、學甲、安平、東寧、美國紐澤西台美教會、台南神學院。                                                                         |
| 第七任牧師 | 洪伯宗 | 1987年2月           | 2002年6月  | 台南神學院畢業， 曾任職臺中中興教會、日本大阪台灣教會。 |
| 第八任牧師 | 陳聖賢 | 2002年8月           | 2010年12月 | 台南神學院畢業，現任忠科教會牧師， 曾任職台南神學院董事。 |
| 第九任牧師 | 陳祐陞 | 2014年3月 2020年4月 | 2020年4月  | 台南神學院畢業，原尚德實業公司副總， 曾任台灣教會公報社社長、萬榮華紀念教會。 |
| 協助牧師   | 陳正雄 | 2014年3月           |            | 台南神學院畢業，曾任職沙鹿、台中三一教會。 |
| 傳道       | 蕭仁維 | 2015年8月 已離任    |            | 台南神學院畢業 |
| 第十任牧師 | 劉柏超 | 2020年5月           |            | 台南神學院畢業 |

## 建築
依梅甘霧（Rev.Campbell N. Moody）牧師提供的英國教會圖樣所興建，教會於大正5年10月竣工。會堂式平面圖，為早期基督教教堂的「巴西里卡」平面；入口有門廊，山牆面開大型拱窗；二側牆面有扶壁，柱間開拱窗及六角型窗，整體裝飾以清水磚施以局部洗石面；室內座席有二層樓，裝修部份為近年所增建。
戰後初期，在舊教堂南側增建新聖殿；1970年代，興建右側建築；1998年完成地下停車場、主日學教室、辦公室、牧師館等；2000年代，再興建後側建築物。

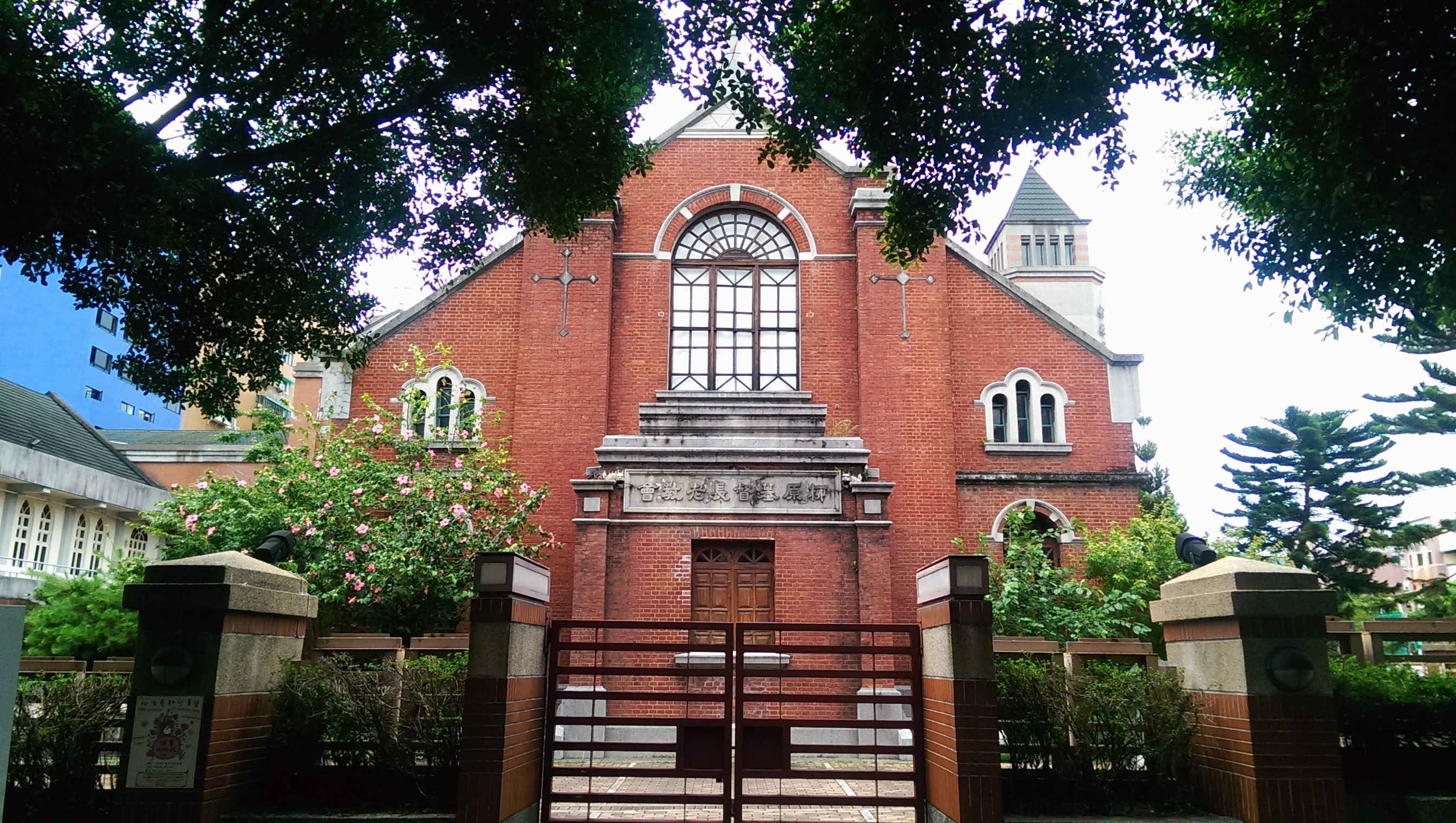
舊堂正面
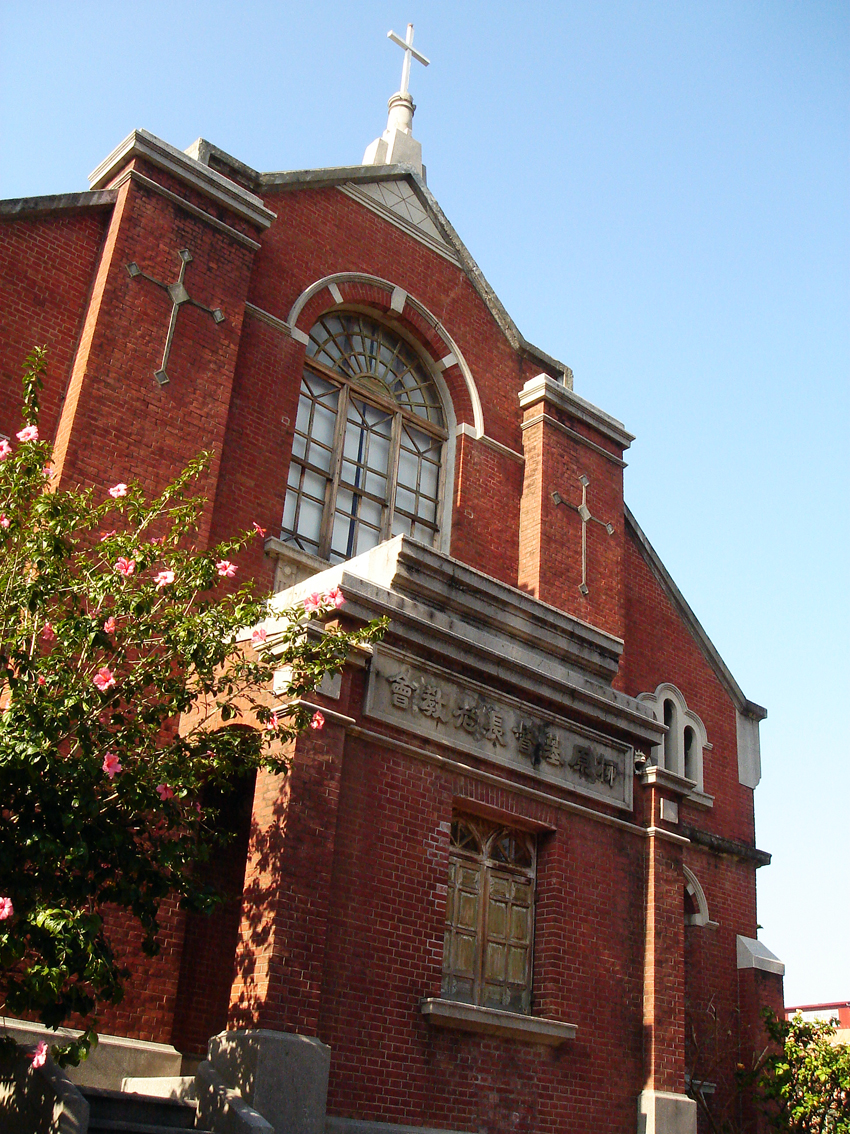
舊堂
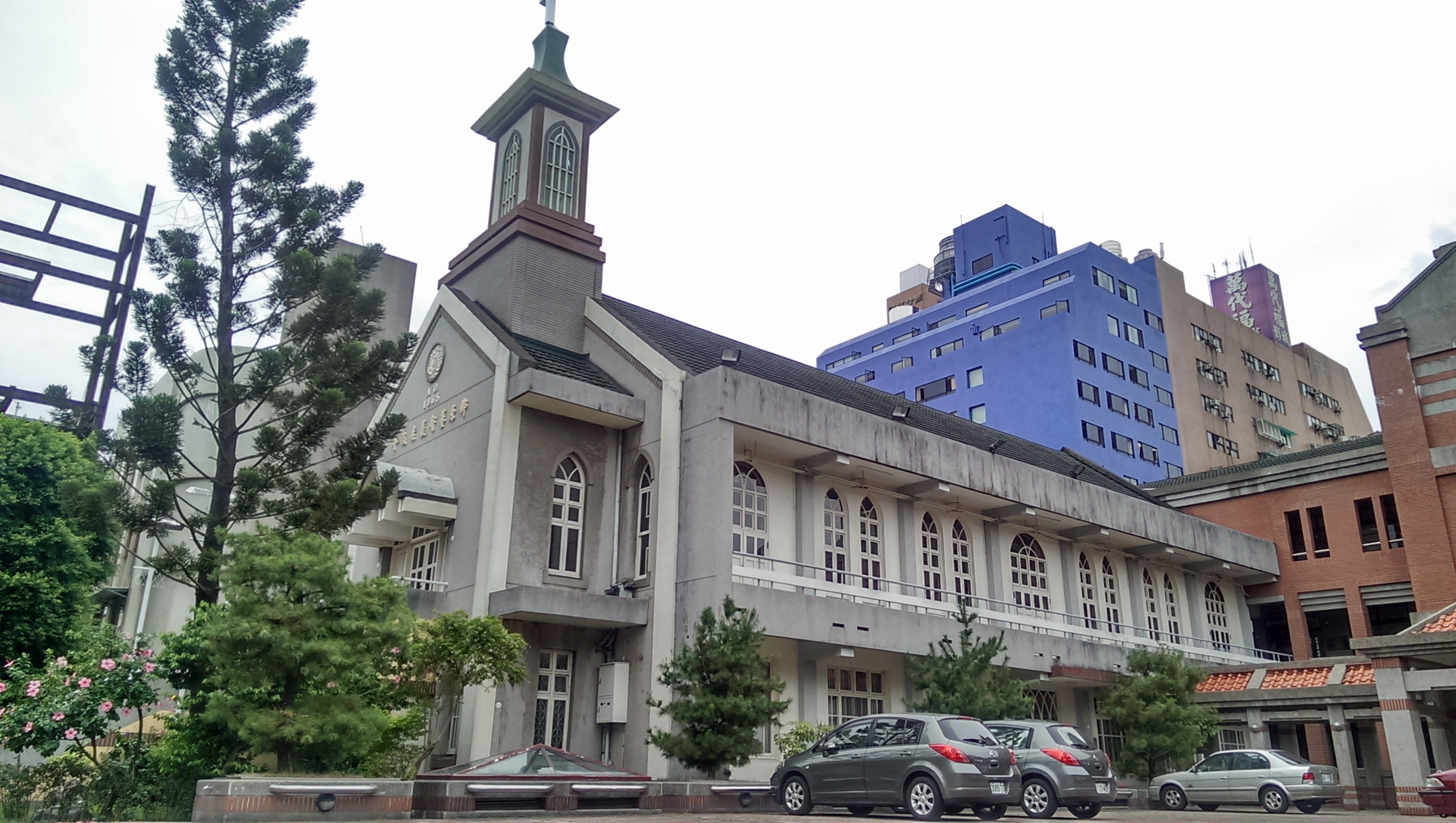
新堂
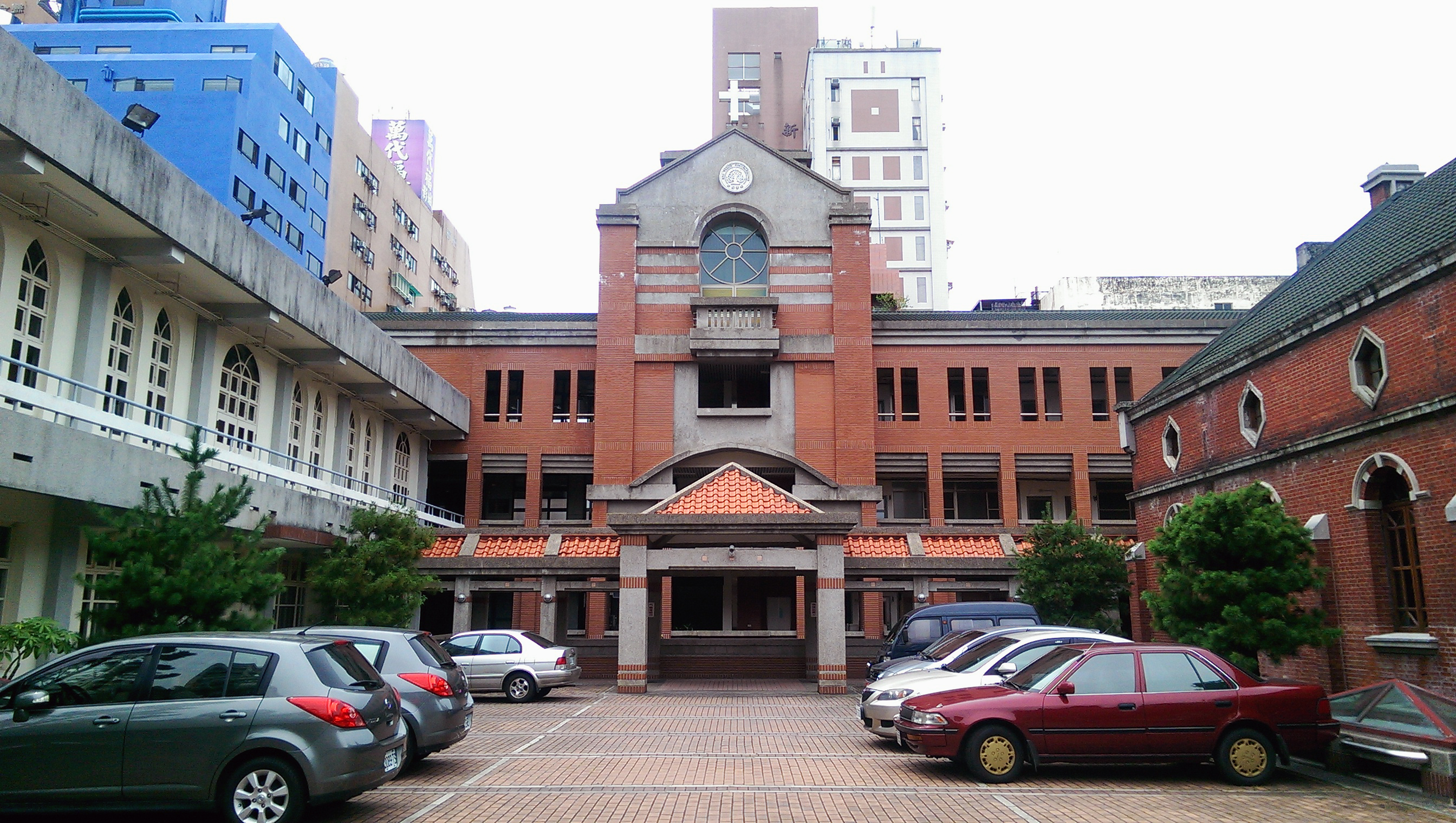
教育館

## 附屬機構
- 松年大學
- 社區圖書閱覽室
- 中台灣基督長老教會基督教文史館

臺中市公車（站名：台中公園）
- 台中客運：6、8、9、14、15、16、26、70、82、100、108、115、132、142、163
- 全航客運：5
- 彰化客運：99
- 仁友客運：105

## 外部連結
- 財團法人台灣基督長老教會台中中會柳原教會 （页面存档备份，存于）
- 柳原教會——文化部文化資產局 （页面存档备份，存于）
- 柳原基督長老教會的Facebook專頁
- 维基共享资源上的相關多媒體資源：柳原教會